# Episodi di Dear White People (prima stagione)
La prima stagione della serie televisiva Dear White People, composta da 10 episodi, è stata interamente pubblicata a livello internazionale il 28 aprile 2017 sul servizio on demand Netflix.
| nº | Titolo originale | Titolo italiano | Pubblicazione USA | Pubblicazione Italia |
| -- | ---------------- | --------------- | ----------------- | -------------------- |
| 1  | Chapter I        | Capitolo 1      | 28 aprile 2017    | 28 aprile 2017       |
| 2  | Chapter II       | Capitolo 2      | 28 aprile 2017    | 28 aprile 2017       |
| 3  | Chapter III      | Capitolo 3      | 28 aprile 2017    | 28 aprile 2017       |
| 4  | Chapter IV       | Capitolo 4      | 28 aprile 2017    | 28 aprile 2017       |
| 5  | Chapter V        | Capitolo 5      | 28 aprile 2017    | 28 aprile 2017       |
| 6  | Chapter VI       | Capitolo 6      | 28 aprile 2017    | 28 aprile 2017       |
| 7  | Chapter VII      | Capitolo 7      | 28 aprile 2017    | 28 aprile 2017       |
| 8  | Chapter VIII     | Capitolo 8      | 28 aprile 2017    | 28 aprile 2017       |
| 9  | Chapter IX       | Capitolo 9      | 28 aprile 2017    | 28 aprile 2017       |
| 10 | Chapter X        | Capitolo 10     | 28 aprile 2017    | 28 aprile 2017       |